# Ácido canabigerólico

Biossíntese do ácido tetrahidrocanabinólico (THCA). Na primeira etapa, o difosfato de geranila e o ácido olivetólico reagem para formar o ácido canabigerólico (CBGA), que na segunda etapa é rearranjado enzimaticamente para formar o THCA

O ácido canabigerólico (CBGA) é a forma ácida do canabigerol [en] (CBG). Trata-se de um ácido di-hidroxibenzóico e de um Ácido olivetólico [en], no qual o hidrogênio na posição 3 é substituído por um grupo geranila. É um precursor biossintético do tetrahidrocanabinol (Δ9-THC), que é o principal constituinte psicoativo da Cannabis. É classificado como um meroterpenoide (ou seja, é um policetídeo e um terpenoide ao mesmo tempo), além de ser membro dos resorcinóis e também um fitocanabinoide. Deriva do ácido olivetólico e é um ácido conjugado do canabigerolato.
Na planta da maconha, o CBGA é sintetizado a partir da condensação do ácido olivetólico [en] e do difosfato de geranila. O CBGA é convertido na planta pelas enzimas CBCA sintase [en] e  THCA sintase [en] em ácido canabicromênico [en] (CBCA), canabidiólico (CBDA) e tetraidrocanabinólico (THCA [en]), respectivamente.